# Šeřeč
Šeřeč (deutsch Schertsch) ist ein Ortsteil der Gemeinde Provodov-Šonov im Okres Náchod in Tschechien.

## Geographie

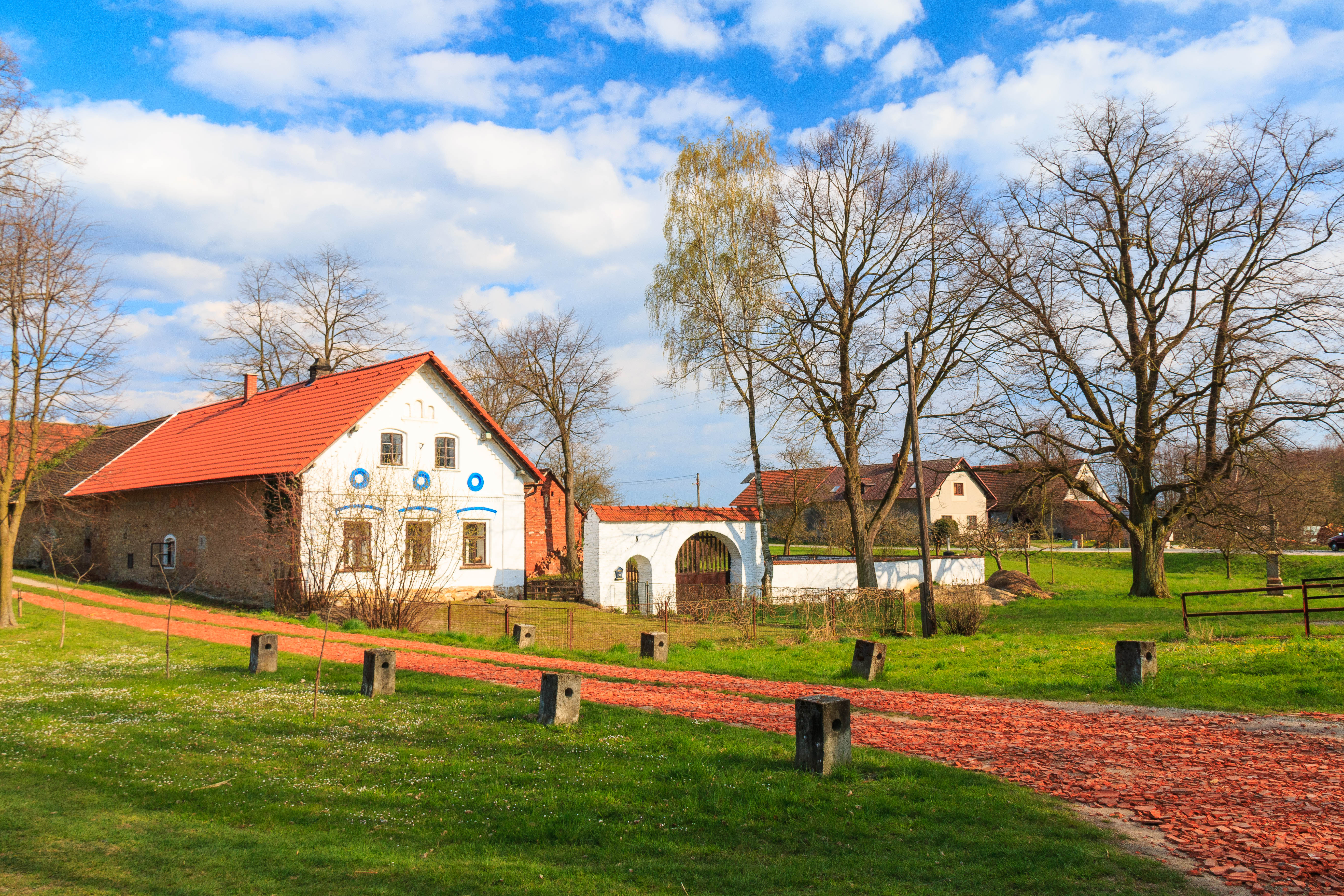
Šeřeč

Šeřeč liegt etwa sieben Kilometer südwestlich von Náchod. Nachbarorte sind Kleny im Norden, Vysokov und Václavice im Nordosten, Provodov im Osten und Šonov im Südosten. Im Westen liegt der Stausee Rozkoš, nordöstlich befindet sich das Waldgebiet „Mnichovec“ (Mönchswald).

## Geschichte
Šeřeč wurde im Jahre 1213 unter seinem ursprünglichen Namen „Nesvačilov“ bzw. „Neswachilow“ erstmals erwähnt. Damals schenkte es der böhmische König Ottokar I. Přemysl zusammen mit Provodov sowie dem Politzer Sprengel den Mönchen des Klosters Břevnov. Sie hatten den Auftrag, zunächst das Politzer Gebiet und anschließend das Gebiet von Braunau, das damals noch zum Glatzer Land gehörte, zu kolonisieren. Nachdem unter König Ottokar II. Přemysl der Markt von Provodov nach Politz übertragen worden war, verlor auch Nesvačilov an Bedeutung. Vermutlich deshalb schenkten es die Mönche zusammen mit Provodov 1305 dem Glatzer Burggrafen Benesch von Wartenberg (Beneš z Vartenberka) zu einem lebenslangen Nießbrauch. Im Jahre 1351 bestätigte König Karl IV. dem Kloster Břevnov die Schenkung durch König Ottokar I. Přemysl sowie von dessen Nachfolgern. In den Hussitenkriege wurden Nesvačilov wie auch Provodov und Dobenín niedergebrannt. Für das Jahr 1406 ist erstmals die Ortsbezeichnung Šeřeč, und zwar in der Schreibweise „Sserzecz“ belegt.
1530 verkaufte das Kloster Břevnov Nesvačilov / Šeřeč zusammen Provodov dem Besitzer der Herrschaft Neustadt, Vojtěch/Adalbert von Pernstein. Er parzellierte den Grund der seit den Hussitenkriegen weitgehend entvölkerten Dörfer und verpachtete ihn an neue Siedler, die zum Frondienst verpflichtet wurden. Bis zur Aufhebung der Patrimonialherrschaften blieb Šeřeč mit der Herrschaft Nové Město/Neustadt verbunden und war dorthin auch eingepfarrt.
Ab 1849 bildete Šeřeč mit Domkov eine Gemeinde im Gerichtsbezirk Neustadt. 1854 wurde in Šeřeč eine Schule errichtet. 1851 bestand Šeřeč aus 22 Häusern mit 137 Einwohnern. Ab 1868 gehörte die Gemeinde Šeřeč zum Bezirk Neustadt. Nach der Aufhebung des Okres Nové Město nad Metují wurde Šeřeč 1948 dem Okres Náchod zugeordnet. Im Jahre 1961 wurde Šeřeč (mit Kleny und Domkov) nach Provodov eingemeindet.
In den Jahren 1960–1970 wurden alle Häuser, die am westlichen Rand von Šeřeč lagen, sowie das gesamte Dorf Domkov dem Bau des Stausees Rozkoš (Vodní nádrž Rozkoš) geopfert und demoliert. Im Jahre 1991 hatte Šeřeč 16 Einwohner. Beim Zensus von 2001 bestand der Ort aus 11 Wohnhäusern, in denen 18 Menschen lebten. Insgesamt gibt es zum 28. Januar 2016 in Šeřeč 16 Gebäude mit einer Hausnummer.

## Ortsgliederung
Der Ortsteil Šeřeč besteht aus den Grundsiedlungseinheiten Domkov und Šeřeč.
Er gliedert sich in die Katastralbezirke Domkov und Šeřeč.

## Sehenswürdigkeiten
- Denkmal für die Gefallenen des Deutschen Kriegs 1866
- Bildstock auf dem Dorfplatz
- Sühnekreuz